# Effetto Allee
L'effetto Allee è un fenomeno biologico caratterizzato dalla correlazione tra la densità di popolazione e il tasso di crescita. Matematicamente si presenta nei modelli con depensazione.

## Descrizione
L'effetto Allee fu descritto per la prima volta da Warder Clyde Allee negli anni trenta. L'idea è che, per popolazioni molto piccole, i tassi di riproduzione e di crescita degli individui crescano con la densità di popolazione. Tale effetto, di solito, scompare all'aumentare della popolazione.
Questo caso è in contrasto con quanto avviene con popolazioni più grandi, dove una maggior densità di popolazione rallenta il tasso di crescita della popolazione, fatto dovuto alla competizione intraspecifica. Questo fenomeno viene rappresentato dall'equazione:
{\displaystyle {\frac {1}{N}}{\frac {dN}{dt}}=r-{\frac {r}{K}}\,N}

N = grandezza della popolazione

r = tasso intrinseco di crescita

K = Capacità portante dell'ambiente

dN/dt = tasso di crescita della popolazione

## Effetto Allee forte ed effetto Allee debole
Bisogna distinguere l'effetto Allee forte (spesso detto semplicemente Effetto Allee), nel quale vi è un punto critico, sotto il quale la popolazione diminuisce (modelli con depensazione critica), dall'effetto debole, nel quale non vi sono punti critici e si ha, per bassi valori di popolazione, una crescita positiva ma più lenta.